# Tunnel du Château de Buda
Le tunnel du Château de Buda (en hongrois : budai Váralagút) est un ouvrage routier souterrain situé dans le 1er arrondissement de Budapest en Hongrie. 